# Wildbad (Fuchstal)
Wildbad ist ein Ortsteil der Gemeinde Fuchstal im oberbayerischen Landkreis Landsberg am Lech. 

## Geografie
Die Einöde liegt in einem kleinen Tal etwa einen Kilometer westlich von Leeder. 

## Geschichte
Seit 1594 ist in Wildbad ein Badehaus nachgewiesen, in diesem konnte sowohl im Sommer und Winter warm gebadet werden. Neben diesem befand sich ein Gast- und Wohnhaus samt Brauerei.
Nach der Zerstörung im Dreißigjährigen Krieg wurde der Ort erst 1660 durch das Hochstift Augsburg neu aufgebaut. 
Heute besteht die Einöde aus zwei ehemaligen Bauernhöfen und einer Fischzucht mit mehreren Teichen.